# Ode au matin de la Nativité
Ode au matin de la Nativité (en anglais : On the Morning of Christ's Nativity) est une ode de Nativité écrite par John Milton en 1629 publié dans le recueil Poems of Mr. John Milton en 1645. Le poème décrit l'Incarnation du Christ et son renversement des pouvoirs terrestres et païens. Le poème relie aussi l'Incarnation du Christ à sa Crucifixion.

## Contexte
Milton compose Ode au matin de la Nativité en décembre 1629, alors qu'il vient d'atteindre l'âge de la majorité en Angleterre, pour commémorer la Nativité. Il a été écrit pendant que Charles Diodati, un ami de Milton, composait son propre poème. Ce poème reflète son style de vie sobre et contemplatif par rapport au mode de vie extravagant de Diodati. L'ode a été composé à un moment de la vie où Milton fondait sa compréhension de la religion sur les Écritures, mais il était encore influencé par le mythe.
Bien que l'ode soit le premier poème du recueil de 1645 de Milton, ce n'est pas le premier poème qu'il a écrit ; de nombreux poèmes latins et grecs inclus dans le recueil de 1645 ont été composés à une époque antérieure. Selon Thomas Corns (en), « il est très probable que sa position indique que le poète apprécie sa qualité » ; cette considération est importante parce que Humphrey Moseley (en), un libraire important, était l'éditeur du livre et que l'ode sert d'introduction à l'ouvrage de Milton.